# Paul Oßwald
Paul Oßwald (4 novembre 1905 – Francoforte sul Meno, 10 novembre 1993) è stato un allenatore di calcio e calciatore tedesco.

## Carriera
Con l'Eintracht Francoforte vinse per 3 volte il titolo di campione della Germania meridionale (1930, 1932, 1959) e per una volta quello nazionale (1959), seguito l'anno seguente da una finale di Coppa dei Campioni persa contro il Real Madrid.
Anche con il Kickers Offenbach vinse due volte il titolo della Germania meridionale (1949, 1955).